# Bisdom Carpentras

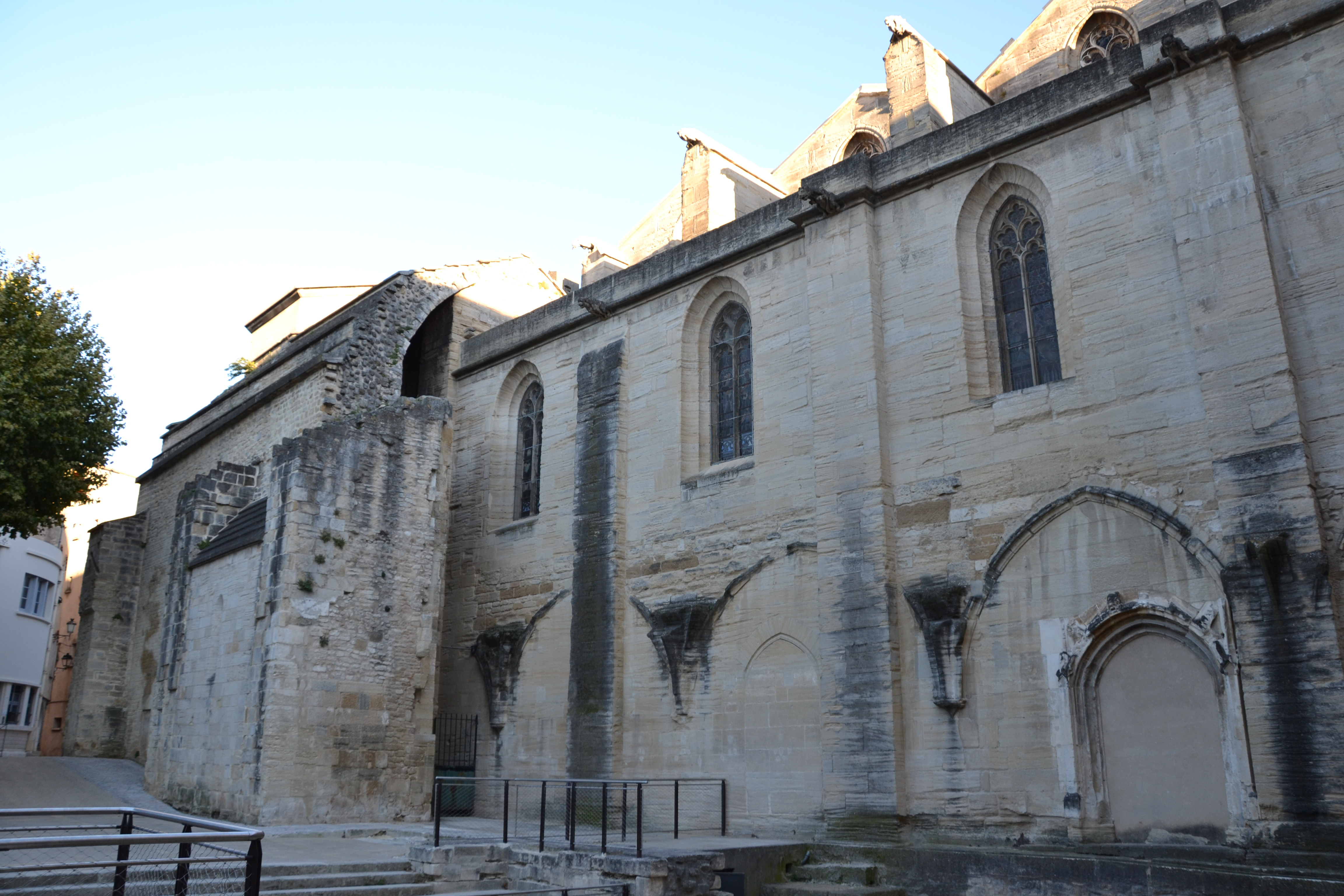
Voormalige kathedraal Saint-Siffrein in Carpentras, departement Vaucluse

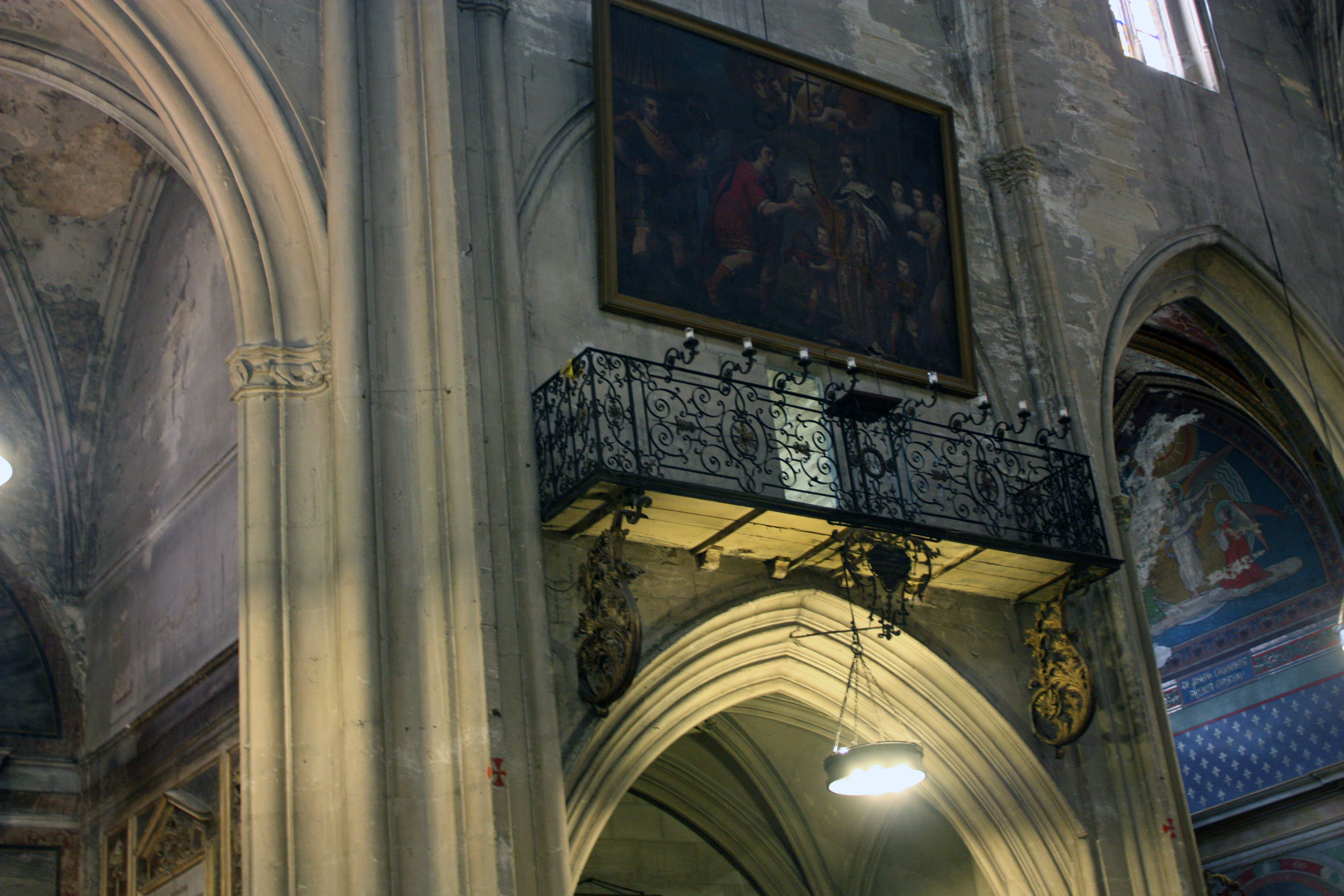
Balkon in de kathedraal voor de bisschop van Carpentras

Het bisdom Carpentras  ( Latijn: Dioecesis Carpentoracensis) (4e eeuw – 1801) is een voormalig bisdom in Frankrijk; het bisdom heeft bijna 1.500 jaar bestaan. De zetel van het bisdom was de Zuid-Franse stad Carpentras. Sinds 2009 is het een titulair bisdom van de Rooms-katholieke Kerk.

## Historiek
Het bisdom Carpentras ontstond in het Romeinse keizerrijk. Na het Edict van Milaan uitgevaardigd door keizer Constantijn de Grote verrees in het Gallo-Romeinse Carpentras een bisdom. Volgens de traditie was Constantianus (439-451) bisschop voor een lange periode. Constantianus lijkt een belangrijk figuur geweest te zijn die in de Romeinse periode het bisdom Carpentras organiseerde. Hij was aanwezig op het concilie van Riez (439), van Orange (441) en van Vaison-la-Romaine (442). Vanaf het eind van de 5e eeuw, wat samenviel met de val van het West-Romeinse Rijk, is de opvolging van bisschoppen onduidelijk. Bovendien verhuisde de residentie van de bisschop naar het nabije Venasque want bronnen vermeldden Diocesis Vindascensis als bisdom van de streek (6e eeuw). In de loop van de 6e eeuw moet bisschop Suffredus geleefd hebben, patroonheilige van wat later de kathedraal van Carpentras werd.
In de Middeleeuwen was het bisdom Carpentras gelegen in het koninkrijk Bourgondië en nadien in de pauselijke staat Comtat Venaissin binnen het Heilige Roomse Rijk. Het grondgebied van het bisdom Carpentras bevatte niet meer dan de stad Carpentras en de omliggende dorpen. Vijfentwintig parochies lagen in de Comtat Venaissin en vijf parochies in de Provence, provincie van het buurland en koninkrijk Frankrijk. 
In 1404 beval tegenpaus Benedictus XIII de bouw van een gotische kathedraal. De romaanse kathedraal uit de vroege Middeleeuwen was immers verkrot en kort tevoren ingestort.
In 1475 ging het bisdom Carpentras over van de kerkprovincie Arles naar de pas opgerichte kerkprovincie Avignon. Na de Middeleeuwen bleef de Comtat Venaissin onder pauselijk bestuur. De pausen benoemden Italiaanse prelaten tot bisschop van Carpentras. De benoeming ging vaak gepaard, doch niet altijd, met een benoeming tot rector van de Comtat Venaissin. De rector was een andere naam voor gouverneur of baljuw. Carpentras was immers de hoofdstad van Comtat Venaissin en de bisschop-rector bezat dan zowel de geestelijke als de wereldlijke autoriteit over deze kleine provincie van de paus.
Bisschop-rector Bichi bouwde een bisschoppelijk paleis naast de kathedraal; de bouwwerken liepen in de jaren 1640.
Met de Franse Revolutie werd het bisdom afgeschaft. Formeel werd het grondgebied van het bisdom Carpentras toegevoegd aan het aartsbisdom Avignon door het Concordaat van 1801. 

## Titulair bisdom
In 2009 besliste paus Benedictus XVI dat de titel van bisschop van Carpentras mocht gebruikt worden als eretitel. Zo werd Emmanuel Gobilliard, hulpbisschop van Lyon, in 2016 titulair bisschop van Carpentras.